# Wolfgang Schuster
Wolfgang Schuster, né le 5 septembre 1949 à Ulm (Bade-Wurtemberg), est un homme politique allemand, membre de la CDU.

## Biographie
Après avoir étudié le droit et les sciences politiques à Tübingen, Genève, Fribourg-en-Brisgau et Paris, il est élu conseiller municipal à Ulm (1975), puis devient l'assistant personnel de Manfred Rommel en 1985. 
En 1986, il est élu maire de la ville de Schwäbisch Gmünd, puis adjoint aux Arts, à l'Éducation et aux Sports de la ville de Stuttgart en 1996. 

### Maire de Stuttgart
Le 10 novembre 1996, il est élu bourgmestre de Stuttgart au second tour avec 43,1 % des voix. Il est réélu en 2004 face à Ute Kumpf (SPD) et Boris Palmer (Verts).
En 2010, il est élu président du Conseil des communes et régions d'Europe.
Il ne se représente pas en 2013 et c'est le Vert Fritz Kuhn qui lui succède.